# Aleksej Doedoekalo
Aleksej Nikolajevitsj Doedoekalo (Russisch: Алексей Николаевич Дудукало) (Moskou, 6 oktober 1976) is een Russisch autocoureur.

## Carrière
Doedoekalo begon zijn autosportcarrière in 1995 in het autocrossen. Vijf jaar later stapte hij over naar de eenzitters. Doedoekalo nam hier deel aan de Russische Formule 1600, waar hij als derde eindigde in 2004 (zijn beste resultaat in een eenzitterkampioenschap). Hij was succesvol in de Supertourism/Tourism 1600, waar hij kampioen was in 2003, en in de Russische Honda Civic Cup/Super Light Cup, waar hij kampioen was tussen 2004 en 2006. Ook had hij succes in de Touring-Light-klasse in het Russische Tourwagenkampioenschap, waar hij kampioen was in 2008 en 2009. In 2009 eindigde hij als 20e in de Seat Leon Eurocup voor het team Rangoni Motorsport. Hij nam ook deel aan de Seat Leon Supercopa voor hetzelfde team. In 2010 stapte Doedoekalo over naar het team Sunred Engineering. Hij verbeterde zijn resultaat naar een zevende positie met een overwinning in Brno.
In 2011 maakt Doedoekalo de overstap naar het WTCC-kampioenschap van dat jaar, waar hij opnieuw voor Sunred gaat rijden naast Gabriele Tarquini.